# Rocchetto di Ruhmkorff

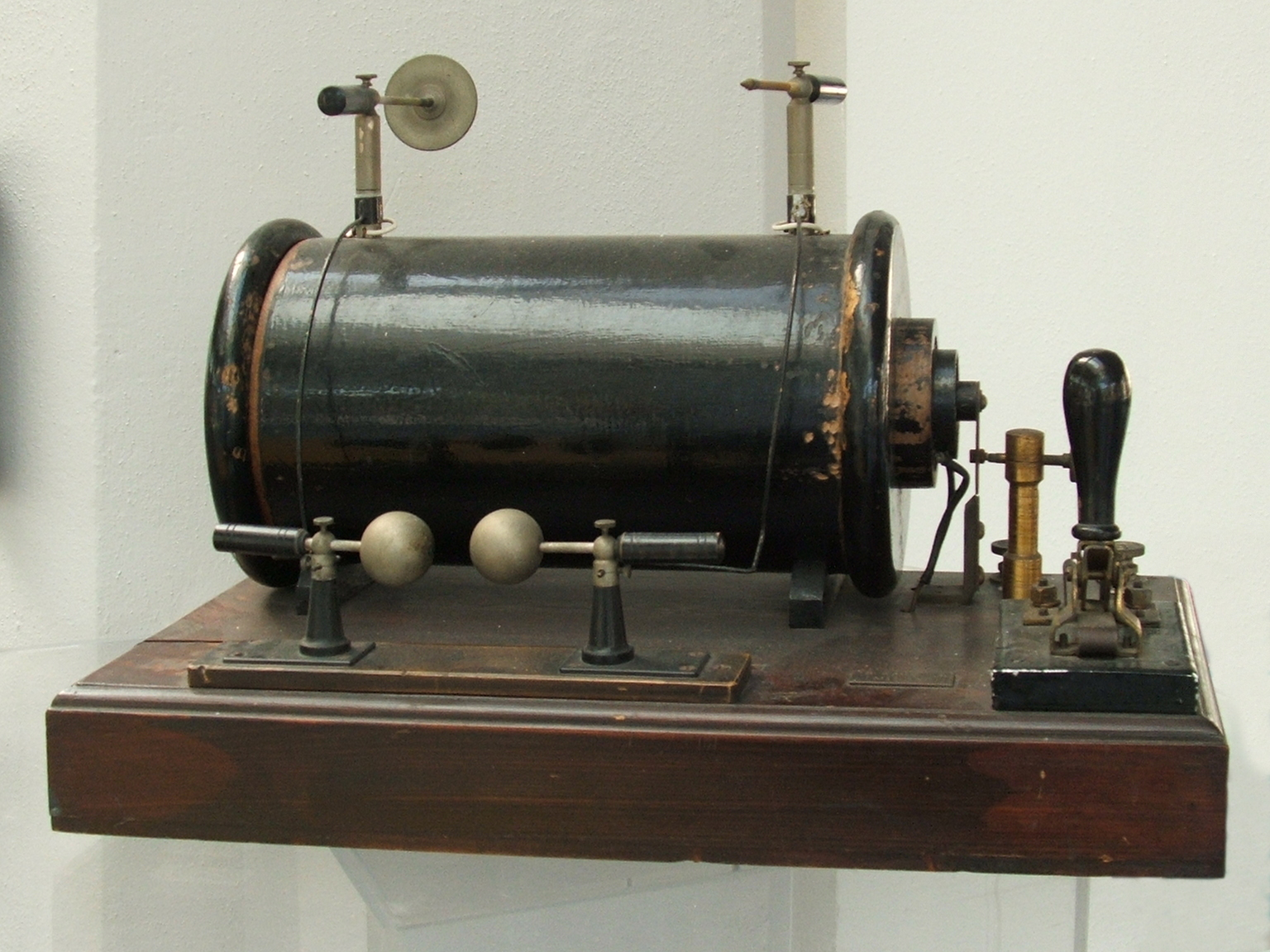
Rocchetto di Ruhmkorff

Un rocchetto a induzione (conosciuto anche come rocchetto di Ruhmkorff) è un tipo di bobina a scarica disruptiva. È un tipo di trasformatore utilizzato per produrre impulsi ad alta tensione partendo da una sorgente di corrente continua a bassa tensione. Per produrre le variazioni di flusso necessarie a indurre la forza elettromotrice nell'avvolgimento secondario, la corrente continua che circola nel primario è interrotta ripetutamente mediante un contatto vibrante chiamato interruttore. Il termine 'rocchetto a induzione' è utilizzato anche per indicare una bobina nella quale circola una corrente alternata ad alta frequenza in grado di riscaldare gli oggetti posti al suo interno come avviene nei forni a induzione.

## Funzionamento

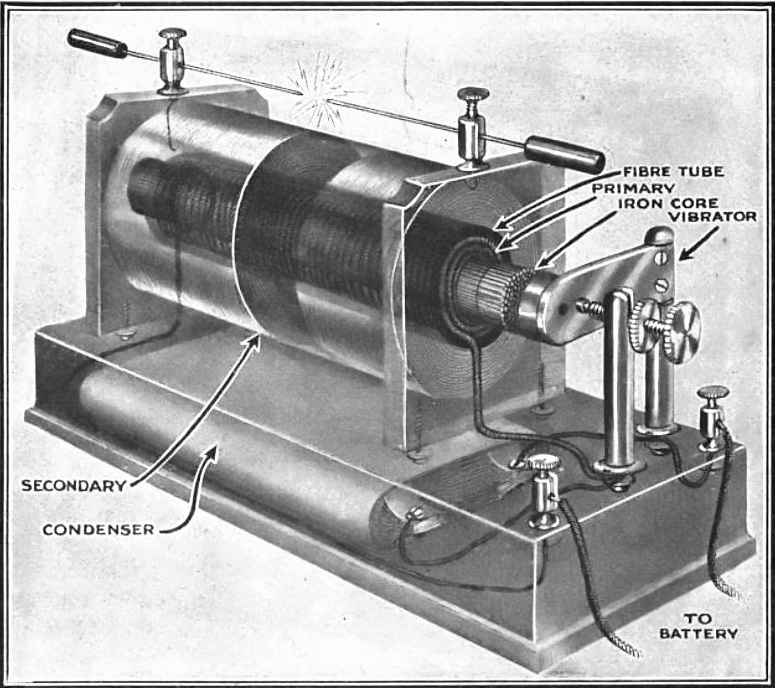
Spaccato di un rocchetto di Ruhmkorff

Un trasformatore a induzione consiste di due solenoidi di filo di rame isolato avvolti attorno a un unico nucleo di ferro. Uno dei solenoidi, chiamato avvolgimento primario, è costituito di decine o centinaia di spire di filo smaltato; l'altro solenoide, detto avvolgimento secondario, consiste di diverse migliaia di spire di filo sottile. Una corrente elettrica che percorre il primario crea un campo magnetico, mentre il secondario è accoppiato magneticamente attraverso il nucleo di ferro. Il primario agisce da induttore, immagazzinando l'energia nel campo magnetico associato. Quando la corrente elettrica viene interrotta improvvisamente, il campo magnetico cala rapidamente e, per via dell'induzione elettromagnetica, questo causa un impulso ad alta tensione attraverso il secondario. Grazie all'alto numero di spire dell'avvolgimento secondario, l'impulso generato ha una tensione di molte migliaia di volt: questa tensione è sufficiente a generare una scintilla o scarica elettrica attraverso l'aria che separa i terminali del secondario.
La dimensione del rocchetto spesso viene indicata in base alla lunghezza della scintilla che può produrre.

### L'interruttore

Le forme d'onda sulla bobina di induzione senza condensatore. i_{1}: corrente primaria; v_{2}: tensione secondaria

Con condensatore

Per permettere il funzionamento del trasformatore, la corrente continua deve essere intermittente per poter creare la variazione di campo magnetico necessaria per l'induzione. Il rocchetto di Ruhmkorff utilizza una lamina metallica vibrante chiamata interruttore per aprire e chiudere rapidamente il circuito primario. L'interruttore nei rocchetti di piccole dimensioni era montato a una delle estremità del nucleo ferroso: la lamina dell'interruttore, trattenuta da una molla, veniva attratta dal campo magnetico generato dal flusso di corrente,  aprendo quindi il circuito. All'apertura del circuito, si interrompeva anche il campo magnetico facendo sì che la molla chiudesse nuovamente l'interruttore.
La tensione nel secondario è indotta sia quando il circuito si apre che quando si chiude, ma la variazione della corrente è molto più rapida quando il circuito si apre, perciò l'impulso nel secondario all'apertura è molto maggiore.
Quando viene applicata tensione, l'induttanza della bobina si oppone alla variazione di corrente, producendo un lento aumento della stessa; tolta la tensione, l'induttanza della bobina cerca ancora di mantenere costante la corrente ma, essendo il circuito ormai aperto, può solo produrre una scarica sull'interruttore oppure trasferire l'energia al secondario. 
Un condensatore, posto in parallelo all'interruttore, entra in risonanza con la bobina, aumentando la tensione prodotta.
La forma d'onda dell'uscita di un rocchetto a induzione è costituita da una serie di impulsi positivi e negativi, ma una delle due polarità è molto più ampia dell'altra.

### Interruttori al mercurio ed elettrolitici
L'interruttore magnetico è usato nei trasformatori capaci di creare scariche fino a circa 20 cm (~120 kV), per trasformatori più grandi si utilizzano interruttori funzionanti grazie ad un motore. 
 I trasformatori ancora più grandi, utilizzati nei radiotrasmettitori, utilizzano interruttori elettrolitici o a mercurio.

## Dettagli di costruzione
Per evitare che le alte tensioni generate nella bobina danneggino l'isolamento delle spire del secondario, questo è costruito in modo da non avere grosse differenze di potenziale fra le spire. Il secondario è suddiviso in sezioni a forma di 'pancake' connesse in serie tra loro. Il primario è avvolto attorno al nucleo e poi isolato dal secondario con uno spesso strato di carta o gomma. Ogni sezione del secondario è isolata con un rivestimento di paraffina, connessa alla sezione successiva e poi inserita sul primario. La tensione sviluppata in ogni sezione non è sufficiente a far scoccare un arco tra le diverse sezioni.
Per prevenire le correnti parassite il nucleo ferroso è costruito con un fascio di fili di ferro rivestiti con lacca per isolarli elettricamente. Questo evita il formarsi di correnti parassite perpendicolari all'asse magnetico.

## Storia

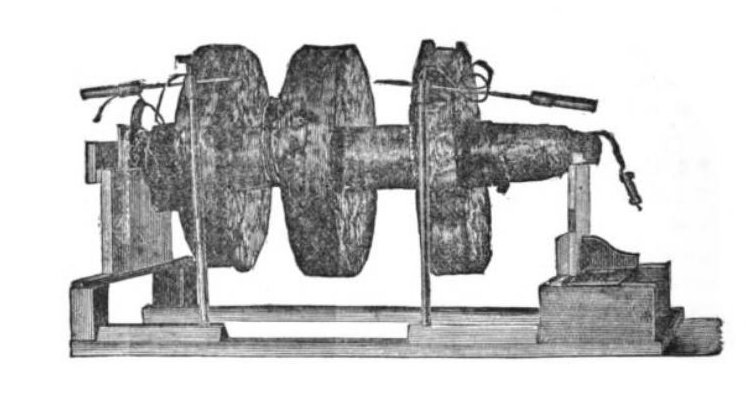
Il più grande rocchetto a induzione prodotto da Callan (modello del 1863), nel quale si nota la costruzione a pancake del secondario. Era lungo 106 cm e poteva produrre scintille di 15 cm corrispondenti a una tensione di circa 200.000 volt.

Nel 1831, Michael Faraday scoprì il principio dell'induzione, che descrisse mediante la legge di Faraday, e fece i primi esperimenti di induzione tra avvolgimenti di filo.
Il trasformatore a induzione fu inventato dallo scienziato irlandese Nicholas Callan nel 1836 presso il St. Patrick's College di Maynooth e perfezionato da William Sturgeon e C. G. Page. I primi rocchetti erano dotati di interruttori azionati da una manovella ideati da Callan e Antoine Masson. L'interruttore automatico fu ideato da C. E. Neeff, P. Wagner e J. W. M'Gauley. L'uso del condensatore fu suggerito da Hippolyte Fizeau. Heinrich Ruhmkorff fu in grado di generare tensioni maggiori utilizzando un numero di spire molto più grande, anche di 5.000 o 6.000 spire. Durante i primi anni cinquanta del XIX secolo, dopo aver esaminato un rocchetto di Ruhmkorff in grado di produrre scariche di circa 5 cm, l'inventore statunitense Edward Samuel Ritchie capì di poterlo rendere molto più efficiente riprogettando e migliorando l'isolamento dell'avvolgimento secondario. Egli divise l'avvolgimento in sezioni e le isolò fra loro. La versione così modificata permise di produrre scintille di 25 cm. In seguito arrivò a generare scintille di oltre 61 cm di lunghezza.  Nel 1857, uno dei rocchetti prodotti da Ritchie fu mostrato a Dublino durante una conferenza della British Association,poi anche presso l'Università di Edimburgo in Scozia. Lo stesso Ruhmkorff acquistò uno dei rocchetti a induzione prodotti da Ritchie e ne utilizzò le migliorie nel suo lavoro.
Rocchetti a induzione furono usati per generare le alte tensioni necessarie per il funzionamento dei primi tubi a scarica e i tubi catodici utilizzati per le ricerche sui raggi X. Furono utilizzati anche per intrattenere il pubblico con apparecchi come il tubo di Geissler o altri apparecchi usati da ciarlatani della medicina. Hertz lo utilizzò per dimostrare l'esistenza delle onde elettromagnetiche come previsto da James Maxwell, Tesla e Marconi li utilizzarono nelle loro ricerche sulle onde radio. I principali utilizzi pratici furono come radiotrasmettitore per la telegrafia senza fili e per fornire energia al catodo freddo dei tubi per produrre raggi X. A partire dal 1920 furono rimpiazzati dai tubi a vuoto.
Attualmente è ancora in uso il rocchetto ad induzione nel sistema di accensione per i motori a combustione interna. Una versione ridotta del rocchetto ad induzione pilota i flash allo xeno utilizzati nelle fotocamere e nelle lampade stroboscopiche.